# Librairie Albertine (New York)
La Librairie Albertine, en anglais Albertine Books, est une librairie à Manhattan (New York).  Elle se trouve dans l'hôtel particulier Payne Whitney House  au n° 972 de la 5e Avenue, entre les 78e et 79e rues.
Elle est inaugurée par Laurent Fabius le 27 septembre 2014 dans un espace aménagé par le décorateur Jacques Garcia. 
Cette librairie offre la plus grande collection aux États-Unis de livres en français et de traductions du français vers l'anglais ; plus de 14 000 titres d’auteurs français ou francophones, du roman noir aux sciences humaines et sociales, de l’art à la bande dessinée, aux guides de voyage ou à la littérature pour enfants. Autrices et auteurs, américains et européens francophones sont disponibles en traduction française.